# PDAP1
PDAP1 (англ. PDGFA associated protein 1) – білок, який кодується однойменним геном, розташованим у людей на короткому плечі 7-ї хромосоми. Довжина поліпептидного ланцюга білка становить 181 амінокислот, а молекулярна маса — 20 630.
| 10         |  | 20         |  | 30         |  | 40         |  | 50         |
| ---------- |  | ---------- |  | ---------- |  | ---------- |  | ---------- |
| MPKGGRKGGH |  | KGRARQYTSP |  | EEIDAQLQAE |  | KQKAREEEEQ |  | KEGGDGAAGD |
| PKKEKKSLDS |  | DESEDEEDDY |  | QQKRKGVEGL |  | IDIENPNRVA |  | QTTKKVTQLD |
| LDGPKELSRR |  | EREEIEKQKA |  | KERYMKMHLA |  | GKTEQAKADL |  | ARLAIIRKQR |
| EEAARKKEEE |  | RKAKDDATLS |  | GKRMQSLSLN |  | K          |  |            |

A: Аланін

D: Аспарагінова кислота

E: Глутамінова кислота

G: Гліцин

H: Гістидин

I: Ізолейцин

K: Лізин

L: Лейцин

M: Метіонін

N: Аспарагін

P: Пролін

Q: Глутамін

R: Аргінін

S: Серин

T: Треонін

V: Валін

Кодований геном білок за функцією належить до фосфопротеїнів. 
Задіяний у такому біологічному процесі, як ацетилювання. 